# Michel Delpech (album, 1970)
Pour les articles homonymes, voir Michel Delpech (album).
Albums de Michel Delpech
Il y a des jours où on ferait mieux de rester au lit
(1969) Le Chasseur
(1974)
Singles
1. Un coup de pied dans la montagne
Sortie : 1970
2. Et Paul chantait Yesterday
Sortie : 1970

Michel Delpech, parfois appelé Album, est le troisième album studio de Michel Delpech, sorti en 1970.

## Liste des titres
| No  | Titre                            | Paroles                      | Musique                      | Durée |
| --- | -------------------------------- | ---------------------------- | ---------------------------- | ----- |
| 1.  | Album                            | Michel Delpech               | Roland Vincent               | 4:04  |
| 2.  | Les Groupies                     | Michel Delpech               | Roland Vincent               | 2:10  |
| 3.  | Je resterai ton ami              | Michel Delpech               | Roland Vincent               | 2:45  |
| 4.  | Masculin singulier               | Michel Delpech               | Roland Vincent               | 3:04  |
| 5.  | Crazy                            | Michel Delpech               | Roland Vincent               | 5:02  |
| 6.  | Un coup de pied dans la montagne | Michel Delpech               | Roland Vincent               | 4:29  |
| 7.  | Petite fille en sucre            | Michel Delpech               | Roland Vincent               | 2:35  |
| 8.  | À la claire fontaine             | Traditionnel, Michel Delpech | Traditionnel, Roland Vincent | 2:35  |
| 9.  | Et Paul chantait Yesterday       | Michel Delpech               | Roland Vincent               | 3:08  |
| 10. | Mon équipage                     | Michel Delpech               | Roland Vincent               | 3:43  |

## Commentaires
La chanson Et Paul chantait Yesterday fait référence au titre Yesterday (1965) des Beatles et à son auteur-compositeur, Paul McCartney.